# Echo Is Your Love
Echo Is Your Love — финская нойз-рок-группа. Собрались вместе в 1998 году, после знакомства Микко Хейкконена и Илаи Рама. Группа описывает себя на сайте так:

Одна девушка, четыре парня, идеальные поп-мелодии, смешанные с жутчайшим шумом.
Оригинальный текст (англ.)One girl, four guys,perfect poptunes mixed with the ugliest noise.

Тексты группы затрагивают личностные темы, проблемы взаимоотношений, проблемы культурного самоопределения, давления моды, медиа, повседневной жизни:

Повседневные отношения и эмоции людей, давление, которое мы терпим в наших с-девяти-до-пяти жизнях от моды, от медиа, от чего угодно… На нашей новой записи есть пара песен о темном и депрессивном финском менталитете и о том, как кажется будто фины горды своей культурой умственного суицида и пониженного самоуважения
Оригинальный текст (англ.)Everyday attitudes and emotions in human society, pressures that we create by holding on to 9 to 5 life, to fashion, to media and whatever.. On the new record there’s a couple songs about the dark and depressive Finnish mentality and how Finns even seem to be proud of their culture of mental suicides and low self-esteem. We don’t want that shit, we are outgoing and positive people.

Группа отправилась в первый тур за границей Финляндии в 2001. После этого было множество туров, в том числе в Великобританию, Россию, Европу и США. Группа выпускает свои записи на финском лейбле If Society.

## Записи

### Альбомы
- Sheets of Blank Fucking Paper (2000)
- 8 hours (2002)
- Paper Cut Eye (2004)
- Humansize (2006)
- Heart Fake (2010)

### Синглы и EP
- Saw Them Play Like Ghosts (7", 1998)
- Echo Is Your Love / Kemialliset Ystävät (split 12", 1999)
- Echo Is Your Love / Warser Gate (split 7", 1999)
- Frustration / Tired of My Eyes (7", 2000)
- Echo Is Your Love / Electroscope (split 7", 2000)
- Lion Tamer vs Tigers (2008)
- DNA / Six-Month Night (2016)

## Список литературы
1. ↑  echo is your love Архивировано 3 июня 2011 года.
2. ↑  Mikko's interview on Echo is Your Love Архивированная копия. Дата обращения: 3 июня 2011. Архивировано из оригинала 18 октября 2007 года.
3. ↑  Valpasvuo, Ilkka. Mitä synkempi mielikuva, sen parempi (неопр.). Desibeli.net (30 января 2005). Дата обращения: 16 мая 2009. Архивировано из оригинала 1 августа 2012 года.

## Дополнительные ссылки
- Echo Is Your Love website
- Официальная страница Echo Is Your Love (англ.) на сайте Myspace
- Echo is your Love @ Discogs.com